# IEEE 802.1ad
IEEE 802.1ad는 공급자 브리지(provider bridges)에 대한 지원을 추가하는 IEEE 802.1Q-1998 네트워킹 표준의 수정안이다. 이는 2011년 기본 802.1Q 표준에 통합되었다. 표준에 지정된 기술은 비공식적으로 스택형 VLAN 또는 QinQ로 알려져 있다.
원래 802.1Q 사양에서는 단일 가상 근거리 통신망(VLAN) 헤더를 이더넷 프레임에 삽입할 수 있다. QinQ를 사용하면 여러 개의 VLAN 태그를 단일 프레임에 삽입할 수 있다. 이는 메트로 이더넷을 구현하는 데 필수적인 기능이다.
다중 VLAN 헤더 컨텍스트에서는 편의상 VLAN 태그 또는 간단히 태그라는 용어가 802.1Q VLAN 헤더 대신 사용되는 경우가 많다. QinQ는 이더넷 프레임에서 여러 VLAN 태그를 허용한다. 이러한 태그는 함께 태그 스택을 구성한다. 이더넷 프레임의 맥락에서 사용될 때 QinQ 프레임은 두 개의 VLAN 802.1Q 헤더가 있는 프레임이다(즉, 이중 태그가 지정됨).

## 같이 보기
- IEEE 802.1
- IEEE 802.1ah-2008
- IEEE 802.1aq
- IEEE 802.1Qay